# Лаутерекен
Лаутерекен (њем. Lauterecken) град је у њемачкој савезној држави Рајна-Палатинат. Једно је од 98 општинских средишта округа Кузел. Према процјени из 2010. у граду је живјело 2.141 становника. Посједује регионалну шифру (AGS) 7336058.

## Географски и демографски подаци
Лаутерекен се налази у савезној држави Рајна-Палатинат у округу Кузел. Град се налази на надморској висини од 169 метара. Површина општине износи 8,9 km². У самом граду је, према процјени из 2010. године, живјело 2.141 становника. Просјечна густина становништва износи 240 становника/km².

## Међународна сарадња
| Мјесто | Држава    | Врста сарадње | Од    |
| ------ | --------- | ------------- | ----- |
|        | Француска | партнерство   | 1974. |
| Извор  |           |               |       |